# Acherontia obscurata
Acherontia obscurata är en fjärilsart som beskrevs av Adolf G. Closs 1918. Acherontia obscurata ingår i släktet Acherontia och familjen svärmare. Inga underarter finns listade i Catalogue of Life.